# Seznam českých rozhlasových stanic
Radiojournal začal pravidelně vysílat 18. května 1923 ve 20:15 ze stanu v pražských Kbelích. První komerční rozhlasová stanice po roce 1989 s názvem Europe 2 (dnešní Evropa 2) zahájila svůj provoz 21. března 1990. Vysílací licence stanicím v Česku uděluje Rada pro rozhlasové a televizní vysílání. 
Většina rozhlasových stanic je v současné době vybavena pro vysílání informací RDS, díky kterým jsou snadněji identifikovatelné. Stanice postupně přechází na formát digitálního rádia DAB.

## Celoplošné a multiregionální stanice
- Český rozhlas:
  - Český rozhlas Radiožurnál
  - Český rozhlas Dvojka
  - Český rozhlas Vltava
  - Český rozhlas Plus
  - Český rozhlas Radio Wave
  - Český rozhlas D-dur
  - Český rozhlas Jazz
  - Český rozhlas Pohoda
  - Český rozhlas Rádio Praha
  - Český rozhlas Rádio Junior
- Active Radio:
  - Rádio Bonton
  - Evropa 2
  - Frekvence 1
- Media Bohemia:
  - Rádio Blaník
  - Fajn Radio
  - Rock Radio
- Radio United:
  - Radio 1
  - Radio Beat
  - Country Radio
  - Radio Kiss
  - Signál rádio
  - Radio Spin
- LONDA:[1][nenalezeno v uvedeném zdroji]
  - Rádio Impuls
  - Český Impuls
  - RockZone
- SPM Media:
  - Rádio Prostor (dříve Radio Zet)
- Joe Media:
  - Color Music Rádio
  - Hey Radio
- FM records:
  - DAB Plus Top 40
- Radio Proglas
- Zoner Underground Network
- Rádio Čas
- Radio Dechovka

## Praha
| Stanice                        | Sídlo               | Analog. frekvence                                       | DAB kanál             |
| ------------------------------ | ------------------- | ------------------------------------------------------- | --------------------- |
| Classic Praha                  | Praha               | FM Praha 98,7 MHz                                       | DAB Praha 7A, 10D     |
| Color Music Radio              | Praha               | FM Praha 90,7 MHz                                       | DAB Praha 7C          |
| Country Radio                  | Praha               | FM Praha 89,5 MHz                                       | DAB Praha 7C          |
| Český Impuls                   | Praha               |                                                         | DAB Praha 7A, 10D     |
| Český rozhlas České Budějovice | České Budějovice    |                                                         | DAB Praha 12C         |
| Český rozhlas D-dur            | Praha               |                                                         | DAB Praha 12C         |
| Český rozhlas Dvojka           | Praha               | FM Praha 91,2 MHz                                       | DAB Praha 12C         |
| Český rozhlas Hradec Králové   | Hradec Králové      |                                                         | DAB Praha 11A         |
| Český rozhlas Jazz             | Praha               |                                                         | DAB Praha 12C         |
| Český rozhlas Karlovy Vary     | Karlovy Vary        |                                                         | DAB Praha 5A          |
| Český rozhlas Liberec          | Liberec             |                                                         | DAB Praha 12C         |
| Český rozhlas Pardubice        | Pardubice           |                                                         | DAB Praha 12C         |
| Český rozhlas Plus             | Praha               | FM Praha 92,6 MHz                                       | DAB Praha 12C         |
| Český rozhlas Plzeň            | Plzeň               |                                                         | DAB Praha 12C         |
| Český rozhlas Pohoda           | Praha               |                                                         | DAB Praha 12C         |
| Český rozhlas Rádio Praha      | Praha               | FM Praha 107,1 MHz                                      | DAB Praha 12C         |
| Český rozhlas Rádio Junior     | Praha               |                                                         | DAB Praha 12C         |
| Český rozhlas Radio Wave       | Praha               |                                                         | DAB Praha 12C         |
| Český rozhlas Radiožurnál      | Praha               | FM Praha 94,6 MHz                                       | DAB Praha 12C         |
| Český rozhlas Střední Čechy    | Praha               |                                                         | DAB Praha 12C         |
| Český rozhlas Sever            | Ústí nad Labem      |                                                         | DAB Praha 11A         |
| Český rozhlas Vltava           | Praha               | FM Praha 105,0 MHz                                      | DAB Praha 12C         |
| DAB Plus Top 40                | Plzeň               |                                                         | DAB Praha 5A, 11A     |
| Dance Rádio                    | Praha               | FM Praha-Zelený Pruh 89,0 MHz, Praha-Jinonice 102,9 MHz |                       |
| Evropa 2                       | Praha               | FM Praha 88,2 MHz                                       | DAB Praha 7A, 10D     |
| Expres FM                      | Praha               | FM Praha 90,3 MHz                                       | DAB Praha 7A, 7C, 10D |
| Fajn Radio                     | Praha               | FM Praha-Michle 94,1 MHz, Praha-Ládví 97,2 MHz          |                       |
| Frekvence 1                    | Praha               | FM Praha 102,5 MHz                                      | DAB Praha 7A, 10D     |
| Radio Haná SkyRock             | Olomouc             |                                                         | DAB Praha 7C          |
| Hey Radio                      | Praha               | FM Praha 101,6 MHz                                      | DAB Praha 7C          |
| Hitrádio City 93,7 FM          | Praha               | FM Praha 93,7 MHz                                       | DAB Praha 7A, 10D     |
| Pigy Rádio Pohádky             | Praha               |                                                         | DAB Praha 7A, 10D     |
| Radio 1                        | Praha               | FM Praha 91,9 MHz                                       | DAB Praha 5A          |
| Radio Beat                     | Praha               | FM Praha 95,3 MHz                                       | DAB Praha 5A, 7A, 10D |
| Rádio Blaník                   | Praha               | FM Praha 87,8 MHz                                       | DAB Praha 7A, 10D     |
| Rádio Bonton                   | Praha               | FM Praha 99,7 MHz                                       | DAB Praha 7A, 10D     |
| Radio Dechovka                 | Úvaly               |                                                         | DAB Praha 7A, 10D     |
| Rádio Impuls                   | Praha               | FM Praha 96,6 MHz                                       | DAB Praha 7A, 10D     |
| Radio Kiss                     | Praha               | FM Praha 98,1 MHz                                       | DAB Praha 7C          |
| Radio Proglas                  | Brno                |                                                         | DAB Praha 5A, 11A     |
| Radio Spin                     | Praha               | FM Praha 96,2 MHz                                       | DAB Praha 7C          |
| Rádio Prostor                  | Praha               | FM Praha 101,1 MHz                                      | DAB Praha 7A, 10D     |
| RFI                            | Issy-les-Moulineaux | FM Praha 99,3 MHz                                       |                       |
| Rock Radio                     | Praha               | FM Praha 103,7 MHz                                      |                       |
| RockZone 105,9                 | Praha               | FM Praha 105,9 MHz                                      | DAB Praha 7A, 10D     |
| Signál rádio Praha             | Praha               | FM Praha 95,7 MHz                                       | DAB Praha 5A          |
| ZUN rádio                      | Plzeň               |                                                         | DAB Praha 11A         |

## Jihočeský kraj
| Stanice                          | Sídlo             | Analog. frekvence | DAB kanál                |
| -------------------------------- | ----------------- | --- | ------------------------ |
| Color Music Radio                | Praha             | FM Český Krumlov 92,5 MHz |                          |
| Country Radio                    | Praha             | FM Jindřichův Hradec 92,0 MHz, Strakonice 94,6 MHz, České Budějovice 94,7 MHz, Písek 101,5 MHz, Český Krumlov 101,6 MHz, Dačice 101,8 MHz, Tábor 101,8 MHz, Prachatice 88,2 MHz; AM České Budějovice 954 kHz |                          |
| Český rozhlas České Budějovice   | České Budějovice  | FM Slavonice 88,2 MHz, Tábor 103,9 MHz, České Budějovice 106,4 MHz | DAB České Budějovice 12C |
| Český rozhlas D-dur              | Praha             | | DAB České Budějovice 12C |
| Český rozhlas Dvojka             | Praha             | FM Jindřichův Hradec 89,6 MHz, Písek 98,9 MHz, Nové Hrady 102,2 MHz, Slavonice 103,3 MHz, České Budějovice 103,7 MHz                                                                                         | DAB České Budějovice 12C |
| Český rozhlas Jazz               | Praha             | | DAB České Budějovice 12C |
| Český rozhlas Karlovy Vary       | Karlovy Vary      | | DAB České Budějovice 7A  |
| Český rozhlas Liberec            | Liberec           | | DAB České Budějovice 12C |
| Český rozhlas Pardubice          | Pardubice         | | DAB České Budějovice 12C |
| Český rozhlas Plus               | Praha             | FM Strakonice 95,7 MHz, České Budějovice 98,0 MHz, Prachatice 98,0 MHz, Český Krumlov 98,2 MHz, Jindřichův Hradec 99,5 MHz, Písek 106,0 MHz                                                                  | DAB České Budějovice 12C |
| Český rozhlas Plzeň              | Plzeň             | | DAB České Budějovice 12C |
| Český rozhlas Pohoda             | Praha             | | DAB České Budějovice 12C |
| Český rozhlas Rádio Praha        | Praha             | | DAB České Budějovice 12C |
| Český rozhlas Rádio Junior       | Praha             | | DAB České Budějovice 12C |
| Český rozhlas Radio Wave         | Praha             | | DAB České Budějovice 12C |
| Český rozhlas Radiožurnál        | Praha             | FM České Budějovice 91,1 MHz, Písek 97,0 MHz | DAB České Budějovice 12C |
| Český rozhlas Střední Čechy      | Praha             | | DAB České Budějovice 12C |
| Český rozhlas Vltava             | Praha             | FM České Budějovice 96,1 MHz, Písek 105,2 MHz, Kaplice 105,9 MHz, Kašperské Hory 107,2 MHz | DAB České Budějovice 12C |
| DAB Plus Top 40                  | Plzeň             | | DAB České Budějovice 7A  |
| Evropa 2 – Jižní Čechy           | Praha             | FM Prachatice 89,3 MHz, České Budějovice 90,5 MHz, Strakonice 95,3 MHz, Český Krumlov 102,5 MHz |                          |
| Fajn Radio                       | Praha             | FM Tábor 87,6 MHz, Písek 87,9 MHz, Tábor-ubytovna 97,2 MHz, České Budějovice 101,9 MHz |                          |
| Frekvence 1                      | Praha             | FM České Budějovice 94,1 MHz |                          |
| Hey Radio                        | Praha             | FM České Budějovice 91,6 MHz, Tábor 99,9 MHz, Český Krumlov 100,0 MHz |                          |
| Hitrádio Faktor                  | České Budějovice  | FM Kaplice 87,6 MHz, Tábor 88,0 MHz, Český Krumlov 88,0 MHz, Strakonice 90,1 MHz, Písek 93,6 MHz, Jindřichův Hradec 94,6 MHz, České Budějovice 104,3 MHz                                                     |                          |
| Hitrádio FM Plus                 | Plzeň             | FM Sedlec-Prčice 92,4 MHz |                          |
| Netro Life Radio                 | České Budějovice  | FM České Budějovice 100,8 MHz |                          |
| Radio 1                          | Praha             | FM České Budějovice 100,2 MHz | DAB České Budějovice 7A  |
| Radio Beat                       | Praha             | FM Český Krumlov 92,9 MHz, Písek 96,6 MHz, Tábor 98,6 MHz, Dačice 100,8 MHz, Jindřichův Hradec 101,0 MHz, České Budějovice 101,2 MHz, Strakonice 107,7 MHz, Prachatice 107,9 MHz                             | DAB České Budějovice 7A  |
| Rádio Blaník                     | Praha             | FM České Budějovice 88,4 MHz, Prachatice 92,8 MHz, Písek 100,2 MHz, Český Krumlov 104,7 MHz, Strakonice 104,8 MHz, Jindřichův Hradec 105,1 MHz                                                               |                          |
| Rádio Bonton                     | Praha             | FM Sezimovo Ústí 91,7 MHz, České Budějovice 98,7 MHz, Strakonice 100,4 MHz |                          |
| Rádio Česká Kanada               | Jindřichův Hradec | FM Dačice 92,9 MHz, Jindřichův Hradec 103,6 MHz |                          |
| Radio Dechovka                   | Úvaly             | FM Tábor 94,5 MHz, Češnovice 95,5 MHz, České Budějovice 96,8 MHz, Písek 99,4 MHz, Strakonice 101,1 MHz |                          |
| Rádio Impuls                     | Praha             | FM Kašperské Hory 98,4 MHz, České Budějovice 102,9 MHz |                          |
| Radio Kiss                       | Praha             | FM České Budějovice 87,8 MHz, Dačice 89,0 MHz, Písek 92,6 MHz, Jindřichův Hradec 99,1 MHz, Český Krumlov 99,3 MHz, Prachatice 101,4 MHz, Strakonice 102,0 MHz                                                |                          |
| Rádio Krokodýl                   | Brno              | FM Dačice 98,5 MHz |                          |
| Rádio Otava                      | Blatná            | FM Strakonice 88,3 MHz, Blatná 89,7 MHz, Horažďovice 92,2 MHz, Písek 92,2 MHz |                          |
| Radio Proglas                    | Brno              | FM Tábor 88,7 MHz, Písek 89,5 MHz, České Budějovice 92,3 MHz, Nové Hrady 107,5 MHz | DAB České Budějovice 7A  |
| Radio Spin                       | Praha             | FM České Budějovice 106,8 MHz, Tábor 107,8 MHz |                          |
| Rádio Prostor                    | Praha             | FM České Budějovice 89,8 MHz |                          |
| Rock Radio Jižní Čechy           | České Budějovice  | FM Jindřichův Hradec 89,2 MHz, Český Krumlov 89,3 MHz, České Budějovice 99,7 MHz, Tábor 106,8 MHz |                          |
| Rock Radio Jižní a střední Čechy | České Budějovice  | FM Písek 89,0 MHz, Tábor 92,1 MHz, České Budějovice 97,3 MHz |                          |
| Rock Radio Západní Čechy         | České Budějovice  | FM Kašperské Hory 91,8 MHz |                          |
| Signál rádio                     | Praha             | | DAB České Budějovice 7A  |

## Jihomoravský kraj
| Stanice                      | Sídlo            | Analog. frekvence | DAB kanál                                |
| ---------------------------- | ---------------- | --- | ---------------------------------------- |
| Color Music Radio            | Praha            | FM Znojmo 92,4 MHz, Brno 99,4 MHz |                                          |
| Country Radio                | Praha            | FM Hodonín 92,2 MHz, Břeclav 92,4 MHz, FM Znojmo 95,6 MHz                                                                                                |                                          |
| Country Morava               | Praha            | FM Vyškov 94,4 MHz, Brno 96,8 MHz, Blansko 97,2 MHz, Boskovice 101,1 MHz                                                                                 |                                          |
| Český rozhlas Brno           | Brno             | FM Brno 93,1 MHz, Hodonín 93,6 MHz, Znojmo 97,3 MHz, Brno-Kojál 106,5 MHz                                                                                | DAB Brno 12D, Brno-Kojál 12D, Rosice 12D |
| Český rozhlas D-dur          | Praha            | | DAB Brno 12D, Brno-Kojál 12D, Rosice 12D |
| Český rozhlas Dvojka         | Praha            | FM Znojmo 89,6 MHz, Brno-Kojál 102,0 MHz, Hodonín 107,8 MHz                                                                                              | DAB Brno 12D, Brno-Kojál 12D, Rosice 12D |
| Český rozhlas Hradec Králové | Hradec Králové   | | DAB Brno 8A                              |
| Český rozhlas Jazz           | Praha            | | DAB Brno 12D, Brno-Kojál 12D, Rosice 12D |
| Český rozhlas Olomouc        | Olomouc          | | DAB Brno 12D, Brno-Kojál 12D, Rosice 12D |
| Český rozhlas Ostrava        | Ostrava          | | DAB Brno 12D, Brno-Kojál 12D, Rosice 12D |
| Český rozhlas Pardubice      | Pardubice        | FM Velké Opatovice 93,7 MHz |                                          |
| Český rozhlas Plus           | Praha            | FM Blansko 91,5 MHz, FM Brno 92,6 MHz, Velké Opatovice 101,5 MHz                                                                                         | DAB Brno 12D, Brno-Kojál 12D, Rosice 12D |
| Český rozhlas Pohoda         | Praha            | | DAB Brno 12D, Brno-Kojál 12D, Rosice 12D |
| Český rozhlas Rádio Praha    | Praha            | | DAB Brno 12D, Brno-Kojál 12D, Rosice 12D |
| Český rozhlas Rádio Junior   | Praha            | | DAB Brno 12D, Brno-Kojál 12D, Rosice 12D |
| Český rozhlas Radio Wave     | Praha            | | DAB Brno 12D, Brno-Kojál 12D, Rosice 12D |
| Český rozhlas Radiožurnál    | Praha            | FM Brno 95,1 MHz, Znojmo 101,2 MHz, Hodonín 106,2 MHz | DAB Brno 12D, Brno-Kojál 12D, Rosice 12D |
| Český rozhlas Sever          | Ústí nad Labem   | | DAB Brno 8A                              |
| Český rozhlas Vltava         | Praha            | FM Brno 90,4 MHz, Břeclav 96,3 MHz, Znojmo 99,2 MHz, Hodonín 100,4 MHz                                                                                   | DAB Brno 12D, Brno-Kojál 12D, Rosice 12D |
| Český rozhlas Vysočina       | Jihlava          | | DAB Brno 12D, Brno-Kojál 12D, Rosice 12D |
| Český rozhlas Zlín           | Zlín             | | DAB Brno 12D, Brno-Kojál 12D, Rosice 12D |
| DAB Plus Top 40              | Plzeň            | | DAB Brno 8A                              |
| Evropa 2 – Morava            | Praha            | FM Hodonín 90,2 MHz, Blansko 94,6 MHz, Brno 105,5 MHz, Znojmo 106,7 MHz                                                                                  |                                          |
| Expres FM                    | Praha            | FM Brno 102,4 MHz |                                          |
| Fajn Radio                   | Praha            | FM Brno 96,4 MHz |                                          |
| Free Radio                   | Brno             | FM Brno-Kohoutovice 107,0 MHz |                                          |
| Frekvence 1                  | Praha            | FM Znojmo 94,9 MHz, Brno-Kojál 104,5 MHz |                                          |
| Hey Radio                    | Praha            | FM Znojmo 88,0 MHz, Brno 97,6 MHz |                                          |
| Hitrádio City Brno           | Brno             | FM Újezd u Brna 89,2 MHz, Brno-Královo Pole 99,0 MHz, Brno-Barvičova 100,8 MHz, Blansko 100,6 MHz, Znojmo 102,7 MHz                                      |                                          |
| Radio Beat                   | Praha            | FM Blansko 90,0 MHz, Brno 91,0 MHz, Vyškov 91,1 MHz, Rosice 91,4 MHz, Znojmo 93,8 MHz, Břeclav 94,6 MHz, Boskovice 96,6 MHz, Hodonín 105,6 MHz           |                                          |
| Rádio Blaník                 | Praha/Ostrava    | FM Hodonín 92,8 MHz, Znojmo 92,8 + 104,2 MHz, Boskovice 94,2 + 95,6 MHz, Vyškov 96,4 + 98,4 MHz, Břeclav 97,4 MHz, Brno 103,4 MHz                        |                                          |
| Radio Čas Brněnsko           | Ostrava          | FM Hustopeče 91,7 MHz, Rosice 92,2 MHz, Brno 95,5 MHz, Vyškov 95,8 MHz, Oslavany 94,6 MHz, Blansko 97,7 MHz, Moravský Krumlov 97,7 MHz, Znojmo 100,6 MHz |                                          |
| Radio Haná                   | Olomouc          | FM Boskovice 96,2 MHz, Vyškov 97,8 MHz, Blansko 98,6 MHz                                                                                                 |                                          |
| Radio Haná SkyRock           | Olomouc          | FM Blansko 88,7 MHz, Vyškov 101,1 MHz, Boskovice 104,9 MHz                                                                                               |                                          |
| Rádio Impuls                 | Praha            | FM Brno-Kojál 87,6 MHz, Znojmo 90,2 MHz, Hodonín 97,7 MHz                                                                                                |                                          |
| Rádio Jih                    | Hodonín          | FM Hodonín 88,9 MHz, Břeclav 101,4 MHz, Brno 105,1 MHz                                                                                                   |                                          |
| Rádio Jih Cimbálka           | Hodonín          | FM Hodonín 91,4 MHz, Kyjov 91,8 MHz, Břeclav 93,2 MHz (v plánu)                                                                                          |                                          |
| Radio Kiss                   | Praha            | FM Brno 88,3 MHz, Boskovice 89,4 MHz, Znojmo 90,9 MHz, Hodonín 101,1 MHz, Blansko 104,1 MHz, Vyškov 104,1 MHz, Břeclav 107,1 MHz                         |                                          |
| Rádio Krokodýl               | Brno             | FM Boskovice 91,9 MHz, Hodonín 95,4 MHz, Znojmo 96,2 MHz, Břeclav 99,1 MHz, Vyškov 102,6 MHz, Brno 103,0 MHz                                             |                                          |
| Radio Proglas                | Brno             | FM Znojmo 107,2 MHz, Brno 107,5 MHz | DAB Brno 8A                              |
| Rádio Prostor                | Praha            | FM Brno 101,3 MHz |                                          |
| Rock Radio Česko             | České Budějovice | FM Hodonín 101,6 MHz, Znojmo 104,9 MHz, Břeclav 99,4 MHz                                                                                                 |                                          |
| Signál rádio Brno            | Praha            | FM Brno 98,1 MHz |                                          |
| Zoner Underground Network    | Plzeň            | | DAB Brno 8A                              |

## Karlovarský kraj
| Stanice                         | Sídlo            | Analog. frekvence | DAB kanál                                                                          |  |
| ------------------------------- | ---------------- | --- | ---------------------------------------------------------------------------------- |  |
| Classic Praha                   | Praha            | | DAB-reg.síť 27 (COLOR DAB+ KV) Karlovy Vary 6A                                     |  |
| Color Music Radio               | Praha            | FM Karlovy Vary 98,6 MHz | DAB-reg.síť 27 (COLOR DAB+ KV) Karlovy Vary 6A                                     |  |
| Country Radio                   | Praha            | FM Sokolov 96,9 MHz, Karlovy Vary 97,2 MHz, Mariánské Lázně 97,2 MHz, Cheb 98,5 MHz                                           | DAB-síť B (CRA DAB+ CZ) Jáchymov 11B                                               |  |
| Český Impuls                    | Praha            | | DAB-síť B (CRA DAB+ CZ) Jáchymov 11B                                               |  |
| Český rozhlas České Budějovice  | České Budějovice | | DAB-síť A (ČRo DAB+) Jáchymov 12C, Aš 12C, Cheb 12C                                |  |
| Český rozhlas D-dur             | Praha            | | DAB-síť A (ČRo DAB+) Jáchymov 12C, Aš 12C, Cheb 12C                                |  |
| Český rozhlas Dvojka            | Praha            | FM Cheb 88,2 MHz, Aš 96,3 MHz, Sokolov 101,3 MHz                                                                              | DAB-síť A (ČRo DAB+) Jáchymov 12C, Aš 12C, Cheb 12C                                |  |
| Český rozhlas Jazz              | Praha            | | DAB-síť A (ČRo DAB+) Jáchymov 12C, Aš 12C, Cheb 12C                                |  |
| Český rozhlas Karlovy Vary      | Karlovy Vary     | FM Cheb 89,5 MHz, Karlovy Vary 91,0 MHz, Aš 96,7 MHz, Sokolov 98,2 MHz, Mariánské Lázně 100,8 MHz, Jáchymov 103,4 MHz         | DAB-síť C (RTI cz SZC) Jáchymov 9B, Toužim 9B, Karlovy Vary 9B, Mariánské Lázně 9B |  |
| Český rozhlas Liberec           | Liberec          | | DAB-síť A (ČRo DAB+) Jáchymov 12C, Aš 12C, Cheb 12C                                |  |
| Český rozhlas Pardubice         | Pardubice        | | DAB-síť A (ČRo DAB+) Jáchymov 12C, Aš 12C, Cheb 12C                                |  |
| Český rozhlas Plus              | Praha            | FM Sokolov 88,6 MHz, Mariánské Lázně 89,7 MHz, Cheb 94,1 MHz, Karlovy Vary 97,8 MHz, Aš 100,6 MHz                             | DAB-síť A (ČRo DAB+) Jáchymov 12C, Aš 12C, Cheb 12C                                |  |
| Český rozhlas Plzeň             | Plzeň            | | DAB-síť A (ČRo DAB+) Jáchymov 12C, Aš 12C, Cheb 12C                                |  |
| Český rozhlas Pohoda            | Praha            | | DAB-síť A (ČRo DAB+) Jáchymov 12C, Aš 12C, Cheb 12C                                |  |
| Český rozhlas Rádio Praha       | Praha            | | DAB-síť A (ČRo DAB+) Jáchymov 12C, Aš 12C, Cheb 12C                                |  |
| Český rozhlas Rádio Junior      | Praha            | | DAB-síť A (ČRo DAB+) Jáchymov 12C, Aš 12C, Cheb 12C                                |  |
| Český rozhlas Radio Wave        | Praha            | | DAB-síť A (ČRo DAB+) Jáchymov 12C, Aš 12C, Cheb 12C                                |  |
| Český rozhlas Radiožurnál       | Praha            | FM Sokolov 94,3 MHz, Mariánské Lázně 97,6 MHz, Karlovy Vary 102,6 MHz                                                         | DAB-síť A (ČRo DAB+) Jáchymov 12C, Aš 12C, Cheb 12C                                |  |
| Český rozhlas Radiožurnál Sport | Praha            | | DAB-síť A (ČRo DAB+) Jáchymov 12C, Aš 12C, Cheb 12C                                |  |
| Český rozhlas Sever             | Ústí nad Labem   | | DAB-síť C (RTI cz SZC) Jáchymov 9B, Toužim 9B, Karlovy Vary 9B, Mariánské Lázně 9B |  |
| Český rozhlas Střední Čechy     | Praha            | | DAB-síť A (ČRo DAB+) Jáchymov 12C, Aš 12C, Cheb 12C                                |  |
| Český rozhlas Vltava            | Praha            | FM Karlovy Vary 105,7 MHz, Cheb 106,2 MHz                                                                                     | DAB-síť A (ČRo DAB+) Jáchymov 12C, Aš 12C, Cheb 12C                                |  |
| DAB Plus Top 40                 | Plzeň            | | DAB-síť C (RTI cz SZC) Jáchymov 9B, Toužim 9B, Karlovy Vary 9B, Mariánské Lázně 9B |  |
| Evropa 2                        | Praha            | FM Sokolov 90,5 MHz, Mariánské Lázně 91,0 MHz, Karlovy Vary 93,8 MHz, Cheb 94,9 MHz                                           | DAB-síť B (CRA DAB+ CZ) Jáchymov 11B                                               |  |
| Expres FM                       | Praha            | FM Karlovy Vary 93,4 a 105,0 MHz                                                                                              | DAB-reg.síť 27 (COLOR DAB+ KV) Karlovy Vary 6A                                     |  |
| Fajn Radio                      | Praha            | FM Karlovy Vary 92,2 MHz, Cheb 97,1 MHz, Sokolov 99,0 MHz                                                                     |                                                                                    |  |
| Frekvence 1                     | Praha            | FM Karlovy Vary 89,5 MHz, Sokolov 102,1 MHz, Cheb 104,6 MHz                                                                   | DAB-síť B (CRA DAB+ CZ) Jáchymov 11B                                               |  |
| Hey Radio                       | Praha            | FM Karlovy Vary 95,1 MHz | DAB-reg.síť 27 (COLOR DAB+ KV) Karlovy Vary 6A                                     |  |
| Hitrádio FM Plus                | Plzeň            | FM Aš 90,0 MHz, Cheb 90,0 MHz, Mariánské Lázně 96,6 a 102,8 MHz, Karlovy Vary 99,7 MHz, Sokolov 102,9 MHz, Jáchymov 107,4 MHz |                                                                                    |  |
| Musiconly                       | Vídeň            | | DAB-reg.síť 27 (COLOR DAB+ KV) Karlovy Vary 6A                                     |  |
| Radio 1                         | Praha            | | DAB-síť B (CRA DAB+ CZ) Jáchymov 11B                                               |  |
| Radio 7                         | Brno             | | DAB-síť C (RTI cz SZC) Jáchymov 9B, Toužim 9B, Karlovy Vary 9B, Mariánské Lázně 9B |  |
| Radio Beat                      | Praha            | FM Mariánské Lázně 98,8 MHz, Cheb 106,6 MHz, Karlovy Vary 106,8 MHz                                                           | DAB-síť B (CRA DAB+ CZ) Jáchymov 11B                                               |  |
| Rádio Blaník                    | Praha            | FM Karlovy Vary 88,3 a 90,3 MHz, Mariánské Lázně-Dyleň 92,5 MHz, Cheb 93,2 MHz, Sokolov 100,1 a 103,7 MHz, Aš 107,9 MHz       |                                                                                    |  |
| Rádio Bonton                    | Praha            | | DAB-síť B (CRA DAB+ CZ) Jáchymov 11B                                               |  |
| Rádio Impuls                    | Praha            | FM Karlovy Vary 93,0 MHz, Sokolov 96,5 MHz, Aš 99,1 MHz                                                                       | DAB-síť B (CRA DAB+ CZ) Jáchymov 11B                                               |  |
| Radio Kiss                      | Praha            | FM Sokolov 87,6 MHz, Mariánské Lázně 90,5 MHz, Cheb 93,6 MHz, Karlovy Vary 101,0 MHz                                          | DAB-síť B (CRA DAB+ CZ) Jáchymov 11B                                               |  |
| Radio Proglas                   | Brno             | | DAB-síť C (RTI cz SZC) Jáchymov 9B, Toužim 9B, Karlovy Vary 9B, Mariánské Lázně 9B |  |
| Rádio Prostor                   | Praha            | FM Karlovy Vary 94,7 MHz |                                                                                    |  |
| Rádio Sázava                    | Praha            | | DAB-reg.síť 27 (COLOR DAB+ KV) Karlovy Vary 6A                                     |  |
| Radio Spin                      | Praha            | FM Karlovy Vary 87,8 MHz | DAB-síť B (CRA DAB+ CZ) Jáchymov 11B                                               |  |
| Rock Radio Západní Čechy        | České Budějovice | FM Cheb-Dvořákova 91,8 MHz, Karlovy Vary 91,8 a 107,9 MHz, Sokolov-sídliště Michal 105,2 MHz, Cheb-Špitálský vrch 105,8 MHz   |                                                                                    |  |
| RockZone                        | Praha            | | DAB-síť B (CRA DAB+ CZ) Jáchymov 11B                                               |  |
| Signál rádio                    | Praha            | | DAB-síť B (CRA DAB+ CZ) Jáchymov 11B                                               |  |
| ZUN rádio                       | Praha            | | DAB-reg.síť 27 (COLOR DAB+ KV) Karlovy Vary 6A                                     |  |

## Královéhradecký kraj
| Stanice                        | Sídlo            | Analog. frekvence | DAB kanál       |
| ------------------------------ | ---------------- | --- | --------------- |
| Country Radio                  | Praha            | FM Náchod 103,6 MHz, Trutnov 104,4 MHz |                 |
| Country Sever                  | Praha            | FM Jičín 96,4 MHz |                 |
| Country Východ                 | Praha            | FM Trutnov 94,5 MHz, Hradec Králové 95,7 MHz |                 |
| Český rozhlas České Budějovice | České Budějovice | | DAB Trutnov 12C |
| Český rozhlas D-dur            | Praha            | | DAB Trutnov 12C |
| Český rozhlas Dvojka           | Praha            | FM Trutnov 93,4 MHz, Jičín 106,9 MHz | DAB Trutnov 12C |
| Český rozhlas Hradec Králové   | Hradec Králové   | FM Trutnov 90,5 MHz, Hradec Králové 95,3 MHz, Rychnov nad Kněžnou 96,5 MHz | DAB Trutnov 5D  |
| Český rozhlas Jazz             | Praha            | | DAB Trutnov 12C |
| Český rozhlas Liberec          | Liberec          | | DAB Trutnov 12C |
| Český rozhlas Pardubice        | Pardubice        | | DAB Trutnov 12C |
| Český rozhlas Plus             | Praha            | FM Trutnov 101,9 MHz | DAB Trutnov 12C |
| Český rozhlas Plzeň            | Plzeň            | | DAB Trutnov 12C |
| Český rozhlas Pohoda           | Praha            | | DAB Trutnov 12C |
| Český rozhlas Rádio Praha      | Praha            | | DAB Trutnov 12C |
| Český rozhlas Rádio Junior     | Praha            | | DAB Trutnov 12C |
| Český rozhlas Radio Wave       | Praha            | | DAB Trutnov 12C |
| Český rozhlas Radiožurnál      | Praha            | FM Trutnov 88,5 MHz | DAB Trutnov 12C |
| Český rozhlas Střední Čechy    | Praha            | | DAB Trutnov 12C |
| Český rozhlas Sever            | Ústí nad Labem   | | DAB Trutnov 5D  |
| Český rozhlas Vltava           | Praha            | | DAB Trutnov 12C |
| DAB Plus Top 40                | Plzeň            | | DAB Trutnov 5D  |
| Evropa 2 – Východ              | Praha            | FM Špindlerův Mlýn 99,3 MHz, Vrchlabí 106,4 MHz, Trutnov 107,8 MHz |                 |
| Fajn Radio                     | Praha            | FM Broumov 87,6 MHz, Hradec Králové 89,1 MHz, Jičín 87,6 MHz, Náchod 87,6 MHz, Trutnov 87,6 MHz |                 |
| Frekvence 1                    | Praha            | FM Trutnov 98,4 MHz, Náchod 103,1 MHz |                 |
| Hitrádio Černá Hora            | Hradec Králové   | FM Pec pod Sněžkou 87,6 MHz, Špindlerův Mlýn 87,6 MHz, Náchod 92,8 MHz, Rychnov nad Kněžnou 94,7 MHz, Broumov 94,7 MHz, Dvůr Králové nad Labem 95,1 MHz, Hradec Králové 96,2 MHz, Trutnov-Šibeník 97,0 MHz, Trutnov-Černá hora 105,3 MHz, Jičín 107,3 MHz |                 |
| Radio Beat                     | Praha            | FM Trutnov 91,4 MHz, Hradec Králové 94,9 MHz, Jičín 98,9 MHz, Náchod 101,2 MHz, Rychnov nad Kněžnou 107,6 MHz |                 |
| Rádio Blaník                   | Praha            | FM Pec pod Sněžkou 96,1 MHz, Hradec Králové 103,4 MHz |                 |
| Radio Dechovka                 | Úvaly            | AM Hradec Králové 792 kHz |                 |
| Rádio Impuls                   | Praha            | FM Trutnov 92,1 MHz |                 |
| Radio Kiss                     | Praha            | FM Trutnov 89,4 MHz, Náchod 107,1 MHz |                 |
| Rádio Orlicko                  | Ústí nad Orlicí  | FM Hradec Králové 105,1 MHz, Vamberk 92,4 MHz |                 |
| Radio Proglas                  | Brno             | | DAB Trutnov 5D  |
| Radio Spin                     | Praha            | FM Hradec Králové 104,1 MHz |                 |
| Rock Radio Česko               | České Budějovice | FM Dvůr Králové nad Labem 89,0 MHz, Trutnov 96,3 MHz, Pec pod Sněžkou 99,6 MHz, Jičín 107,7 MHz, Náchod 99,7 MHz |                 |
| Signál rádio                   | Praha            | FM Jičín 94,2 MHz |                 |
| Zoner Underground Network      | Plzeň            | | DAB Trutnov 5D  |

## Liberecký kraj
| Stanice                        | Sídlo            | Analog. frekvence | DAB kanál       |
| ------------------------------ | ---------------- | --- | --------------- |
| Country Sever                  | Praha            | FM Liberec-Javorník 95,5 MHz, Liberec-Výšina 97,1 MHz, Česká Lípa 103,3 MHz                                                                                               |                 |
| Český rozhlas České Budějovice | České Budějovice | | DAB Liberec 12C |
| Český rozhlas D-dur            | Praha            | | DAB Liberec 12C |
| Český rozhlas Dvojka           | Praha            | FM Liberec 89,9 MHz | DAB Liberec 12C |
| Český rozhlas Hradec Králové   | Hradec Králové   | | DAB Liberec 5D  |
| Český rozhlas Jazz             | Praha            | | DAB Liberec 12C |
| Český rozhlas Liberec          | Liberec          | FM Turnov 91,5 MHz, Česká Lípa 94,3 MHz, Frýdlant 97,4 MHz, Liberec 102,3 MHz, Semily 103,4 MHz, Nový Bor 104,9 MHz, Jablonné v Podještědí 105,4 MHz, Harrachov 107,9 MHz | DAB Liberec 12C |
| Český rozhlas Pardubice        | Pardubice        | | DAB Liberec 12C |
| Český rozhlas Plus             | Praha            | FM Liberec 91,3 MHz, Nový Bor 96,5 MHz | DAB Liberec 12C |
| Český rozhlas Plzeň            | Plzeň            | | DAB Liberec 12C |
| Český rozhlas Pohoda           | Praha            | | DAB Liberec 12C |
| Český rozhlas Rádio Praha      | Praha            | | DAB Liberec 12C |
| Český rozhlas Rádio Junior     | Praha            | | DAB Liberec 12C |
| Český rozhlas Radio Wave       | Praha            | | DAB Liberec 12C |
| Český rozhlas Radiožurnál      | Praha            | FM Liberec 95,9 MHz | DAB Liberec 12C |
| Český rozhlas Střední Čechy    | Praha            | | DAB Liberec 12C |
| Český rozhlas Sever            | Ústí nad Labem   | | DAB Liberec 5D  |
| Český rozhlas Vltava           | Praha            | FM Liberec 103,9 MHz | DAB Liberec 12C |
| DAB Plus Top 40                | Plzeň            | | DAB Liberec 5D  |
| Evropa 2                       | Praha            | FM Liberec 88,1 MHz |                 |
| Fajn Radio                     | Praha            | FM Liberec 87,6 MHz, Jablonec nad Nisou 92,7 MHz, Česká Lípa 107,1 MHz |                 |
| Frekvence 1                    | Praha            | FM Liberec 96,4 MHz |                 |
| Hey Radio                      | Praha            | FM Česká Lípa 92,7 MHz, Jablonec nad Nisou 97,5 MHz |                 |
| Hitrádio Contact               | Ústí nad Labem   | FM Liberec 93,3 + 100,6 + 106,1 MHz, Turnov 97,0 + 98,8 MHz, Železný Brod 99,6 MHz, Jablonec nad Nisou 99,7 + 105,1 MHz, Česká Lípa 99,9 MHz                              |                 |
| Hitrádio Černá Hora            | Hradec Králové   | FM Harrachov 87,6 MHz |                 |
| Radio 1                        | Praha            | FM Liberec 98,7 MHz |                 |
| Radio Beat                     | Praha            | FM Jablonec nad Nisou 94,5 MHz, Turnov 103,0 MHz, Česká Lípa 107,8 MHz, Liberec 107,8 MHz                                                                                 |                 |
| Rádio Blaník                   | Praha            | FM Liberec 101,4 + 107,4 MHz |                 |
| Rádio Bonton                   | Praha            | FM Česká Lípa 96,9 MHz |                 |
| Rádio Impuls                   | Praha            | FM Liberec 92,1 MHz, Jablonec nad Nisou 104,3 MHz |                 |
| Radio Kiss                     | Praha            | FM Liberec 90,7 MHz, Česká Lípa 102,6 MHz |                 |
| Radio Proglas                  | Brno             | FM Liberec 97,9 MHz | DAB Liberec 5D  |
| Radio Spin                     | Praha            | FM Liberec 94,1 MHz |                 |
| Rádio Prostor                  | Praha            | FM Liberec 99,2 MHz |                 |
| Rock Radio Severní Čechy       | České Budějovice | FM Liberec 90,3 MHz, Česká Lípa 99,1 MHz |                 |
| Zoner Underground Network      | Plzeň            | | DAB Liberec 5D  |

## Moravskoslezský kraj
| Stanice                      | Sídlo            | Analog. frekvence | DAB kanál                       |
| ---------------------------- | ---------------- | --- | ------------------------------- |
| Classic Praha                | Praha            | | DAB Ostrava 7D                  |
| Color Music Radio            | Praha            | FM Opava 90,1 MHz |                                 |
| Country Morava Sever         | Praha            | FM Ostrava-Slezská 87,6 MHz, Ostrava-Dobroslavice 94,7 MHz, Opava 94,9 MHz, Třinec 97,4 MHz, Havířov 102,7 MHz, Nový Jičín 107,7 MHz |                                 |
| Český Impuls                 | Praha            | | DAB Ostrava 11D                 |
| Český rozhlas Brno           | Brno             | | DAB Nový Jičín 12D, Ostrava 12D |
| Český rozhlas D-dur          | Praha            | | DAB Nový Jičín 12D, Ostrava 12D |
| Český rozhlas Dvojka         | Praha            | FM Rýmařov 90,8 MHz, Opava 101,7 MHz, Ostrava 101,9 MHz, Bruntál 102,1 MHz, Vrbno pod Pradědem 103,6 MHz, Třinec 107,8 MHz           | DAB Nový Jičín 12D, Ostrava 12D |
| Český rozhlas Hradec Králové | Hradec Králové   | | DAB Frýdek-Místek-Lysá hora 7B  |
| Český rozhlas Jazz           | Praha            | | DAB Nový Jičín 12D, Ostrava 12D |
| Český rozhlas Olomouc        | Olomouc          | | DAB Nový Jičín 12D, Ostrava 12D |
| Český rozhlas Ostrava        | Ostrava          | FM Hradec nad Moravicí 91,9 MHz, Vrbno pod Pradědem 95,5 MHz, Opava 102,6 MHz, Třinec 105,3 MHz, Ostrava 107,3 MHz                   | DAB Nový Jičín 12D, Ostrava 12D |
| Český rozhlas Plus           | Praha            | FM Ostrava 91,8 MHz, Krnov 97,5 MHz, Opava 103,4 MHz (v přípravě), Bruntál 105,8 MHz                                                 | DAB Nový Jičín 12D, Ostrava 12D |
| Český rozhlas Pohoda         | Praha            | | DAB Nový Jičín 12D, Ostrava 12D |
| Český rozhlas Rádio Praha    | Praha            | | DAB Nový Jičín 12D, Ostrava 12D |
| Český rozhlas Rádio Junior   | Praha            | | DAB Nový Jičín 12D, Ostrava 12D |
| Český rozhlas Radio Wave     | Praha            | | DAB Nový Jičín 12D, Ostrava 12D |
| Český rozhlas Radiožurnál    | Praha            | FM Třinec 92,1 MHz, Ostrava 101,4 MHz                                                                                                | DAB Nový Jičín 12D, Ostrava 12D |
| Český rozhlas Sever          | Ústí nad Labem   | | DAB Frýdek-Místek-Lysá hora 7B  |
| Český rozhlas Vltava         | Praha            | FM Ostrava 104,8 MHz | DAB Nový Jičín 12D, Ostrava 12D |
| Český rozhlas Vysočina       | Jihlava          | | DAB Nový Jičín 12D, Ostrava 12D |
| Český rozhlas Zlín           | Zlín             | | DAB Nový Jičín 12D, Ostrava 12D |
| DAB Plus Top 40              | Plzeň            | | DAB Frýdek-Místek-Lysá hora 7B  |
| Evropa 2                     | Praha            | FM (Evropa 2 - Morava) Frýdek-Místek 95,4 MHz, Ostrava 97,7 MHz, Třinec 104,2 MHz                                                    | DAB Ostrava 11D                 |
| Expres FM                    | Praha            | | DAB Ostrava 7D                  |
| Frekvence 1                  | Praha            | FM Ostrava 91,0 MHz, Jablunkov 93,2 MHz                                                                                              | DAB Ostrava 11D                 |
| Fresh radio Ostrava          | Ostrava          | FM Ostrava 103,6 MHz |                                 |
| Hey Radio                    | Praha            | FM Frýdek-Místek 90,7 MHz, Opava 96,0 MHz                                                                                            |                                 |
| Hitrádio City 93,7 FM        | Praha            | | DAB Ostrava 7D                  |
| Hitrádio Orion               | Ostrava          | FM Opava 88,6 MHz, Nový Jičín 95,9 MHz, Ostrava 96,4 MHz, Třinec 98,7 MHz                                                            |                                 |
| Pigy Rádio Pohádky           | Praha            | | DAB Ostrava 7D                  |
| Radio Beat                   | Praha            | FM Ostrava 90,4 MHz, Třinec 96,0 MHz, Nový Jičín 105,5 MHz, Opava 106,0 MHz, Bruntál 107,5 MHz (v přípravě)                          | DAB Ostrava 11D                 |
| Rádio Blaník                 | Praha/Ostrava    | FM Ostrava 93,7 MHz, Nový Jičín 102,8 MHz, Vrbno pod Pradědem 105,4 MHz (verze Morava)                                               | DAB Ostrava 7D (verze Čechy)    |
| Rádio Bonton                 | Praha            | | DAB Ostrava 7D                  |
| Radio Čas Ostravsko          | Ostrava          | FM Opava 90,6 MHz, Ostrava 92,8 MHz, Bruntál 95,9 MHz                                                                                | DAB Frenštát pod Radhoštěm 9D   |
| Radio Čas Rock               | Ostrava          | FM Bruntál 88,9 MHz, Třinec 89,5 MHz, Opava 89,7 MHz, Nový Jičín 91,6 MHz, Ostrava 99,9 MHz                                          |                                 |
| Radio Čas Slezsko            | Ostrava          | FM Třinec 98,3 MHz, Frýdek-Místek 102,4 MHz                                                                                          |                                 |
| Radio Čas Valašsko           | Ostrava          | FM Frenštát pod Radhoštěm 105,9 MHz                                                                                                  |                                 |
| Radio Dechovka               | Úvaly            | | DAB Ostrava 7D                  |
| Radio Haná                   | Olomouc          | FM Rýmařov 96,2 MHz, Bruntál 102,9 MHz                                                                                               |                                 |
| Radio Haná SkyRock           | Olomouc          | FM Rýmařov 90,2 MHz, Bruntál 91,8 MHz                                                                                                |                                 |
| Rádio Impuls                 | Praha            | FM Ostrava 89,0 MHz | DAB Ostrava 11D                 |
| Radio Kiss                   | Praha            | FM Ostrava 89,8 MHz, Bruntál 89,9 MHz, Opava 100,0 MHz, Frýdek-Místek 101,1 MHz, Třinec 106,1 MHz                                    |                                 |
| Radio Proglas                | Brno             | | DAB Frýdek-Místek-Lysá hora 7B  |
| Rádio Prostor                | Praha            | FM Ostrava 106,3 MHz | DAB Ostrava 7D                  |
| Rock Radio                   | České Budějovice | FM Opava 97,3 MHz |                                 |
| RockZone 105,9               | Praha            | | DAB Ostrava 7D                  |
| DAB plus TOP40               | Plzeň            | | DAB Frýdek-Místek-Lysá hora 7B  |

## Olomoucký kraj
| Stanice                      | Sídlo            | Analog. frekvence | DAB kanál       |
| ---------------------------- | ---------------- | --- | --------------- |
| Country Morava               | Praha            | FM Prostějov 88,8 MHz                                                                                                 |                 |
| Country Radio                | Praha            | FM Šumperk 89,1 MHz, Hranice 94,6 MHz                                                                                 |                 |
| Český rozhlas Brno           | Brno             | | DAB Olomouc 12D |
| Český rozhlas D-dur          | Praha            | | DAB Olomouc 12D |
| Český rozhlas Dvojka         | Praha            | FM Jeseník-město 88,7 MHz, Javorník 94,2 MHz, Šumperk 98,7 MHz                                                        | DAB Olomouc 12D |
| Český rozhlas Hradec Králové | Hradec Králové   | | DAB Olomouc 10B |
| Český rozhlas Jazz           | Praha            | | DAB Olomouc 12D |
| Český rozhlas Olomouc        | Olomouc          | FM Hranice 88,7 MHz, Olomouc 92,8 MHz, Přerov 101,6 MHz, Jeseník 106,8 MHz                                            | DAB Olomouc 12D |
| Český rozhlas Ostrava        | Ostrava          | | DAB Olomouc 12D |
| Český rozhlas Plus           | Praha            | FM Javorník 90,7 MHz, Šumperk 101,5 MHz, Jeseník-město 102,5 MHz, Olomouc 107,2 MHz                                   | DAB Olomouc 12D |
| Český rozhlas Pohoda         | Praha            | | DAB Olomouc 12D |
| Český rozhlas Rádio Praha    | Praha            | | DAB Olomouc 12D |
| Český rozhlas Rádio Junior   | Praha            | | DAB Olomouc 12D |
| Český rozhlas Radio Wave     | Praha            | | DAB Olomouc 12D |
| Český rozhlas Radiožurnál    | Praha            | FM Jeseník 91,3 MHz, Jeseník-město 95,0 MHz                                                                           | DAB Olomouc 12D |
| Český rozhlas Sever          | Ústí nad Labem   | | DAB Olomouc 10B |
| Český rozhlas Vltava         | Praha            | FM Jeseník 98,2 MHz, Hranice 107,9 MHz                                                                                | DAB Olomouc 12D |
| Český rozhlas Vysočina       | Jihlava          | | DAB Olomouc 12D |
| Český rozhlas Zlín           | Zlín             | | DAB Olomouc 12D |
| DAB Plus Top 40              | Plzeň            | | DAB Olomouc 10B |
| Evropa 2 – Morava            | Praha            | FM Jeseník 99,3 MHz                                                                                                   |                 |
| Fajn Radio                   | Praha            | FM Jeseník 87,6 MHz, Šumperk 89,5 MHz, Libina 94,4 MHz, Olomouc 96,0 MHz, Prostějov 102,8 MHz, Přerov 105,3 MHz       |                 |
| Frekvence 1                  | Praha            | FM Jeseník 104,3 MHz                                                                                                  |                 |
| Hitrádio Orion               | Ostrava          | FM Jeseník 88,1 MHz, Olomouc 95,6 MHz                                                                                 |                 |
| Radio Beat                   | Praha            | FM Olomouc 93,8 MHz, Hranice 96,1 MHz, Šumperk 107,6 MHz                                                              |                 |
| Rádio Blaník                 | Praha/Ostrava    | FM Prostějov 90,0 MHz, Šumperk 90,0 MHz, Přerov 95,4 MHz, Olomouc 97,1 MHz, Hranice 102,5 MHz, Zábřeh 105,4 MHz       |                 |
| Radio Čas Olomoucko          | Olomouc          | FM Zábřeh 88,6 MHz, Jeseník-město 91,7 MHz, Šumperk 95,8 MHz, Olomouc 101,3 MHz, Mohelnice 103,1 MHz                  |                 |
| Radio Haná                   | Olomouc          | FM Hranice 91,9 MHz, Zábřeh 91,9 MHz, Olomouc 92,3 MHz, Přerov 98,6 MHz, Šumperk 103,3 MHz                            |                 |
| Radio Haná SkyRock           | Olomouc          | FM Mohelnice 99,7 MHz, Olomouc 100,0 MHz, Šumperk 100,0 MHz, Prostějov 100,2 MHz, Hranice 103,1 MHz, Zábřeh 103,7 MHz |                 |
| Rádio Impuls                 | Praha            | FM Jeseník 100,9 MHz                                                                                                  |                 |
| Radio Kiss                   | Praha            | FM Šumperk 96,5 MHz, Mohelnice 97,8 MHz, Olomouc 106,1 MHz, Hranice 97,3 MHz (v přípravě)                             |                 |
| Radio Metropole              | Olomouc          | FM Olomouc 92,0 MHz                                                                                                   |                 |
| Radio Proglas                | Brno             | FM Jeseník 93,3 MHz                                                                                                   | DAB Olomouc 10B |
| Rádio Prostor                | Praha            | FM Olomouc 105,6 MHz                                                                                                  |                 |
| Rock Radio                   | České Budějovice | FM Olomouc 103,4 MHz                                                                                                  |                 |
| Zoner Underground Network    | Plzeň            | | DAB Olomouc 10B |

## Pardubický kraj
| Stanice                        | Sídlo            | Analog. frekvence | DAB kanál         |
| ------------------------------ | ---------------- | --- | ----------------- |
| Country Východ                 | Praha            | FM Svitavy 91,8 MHz, Pardubice 96,9 MHz, Litomyšl 103,7 MHz                                                                                    |                   |
| Český rozhlas České Budějovice | České Budějovice | | DAB Pardubice 12C |
| Český rozhlas D-dur            | Praha            | | DAB Pardubice 12C |
| Český rozhlas Dvojka           | Praha            | FM Pardubice 100,1 MHz | DAB Pardubice 12C |
| Český rozhlas Jazz             | Praha            | | DAB Pardubice 12C |
| Český rozhlas Liberec          | Liberec          | | DAB Pardubice 12C |
| Český rozhlas Pardubice        | Pardubice        | FM Vysoké Mýto 88,9 MHz, Ústí nad Orlicí 98,6 MHz, Pardubice-město 101,0 MHz, Svitavy 102,4 MHz, Žamberk 103,3 MHz, Pardubice-Krásné 104,7 MHz | DAB Pardubice 12C |
| Český rozhlas Plus             | Praha            | | DAB Pardubice 12C |
| Český rozhlas Plzeň            | Plzeň            | | DAB Pardubice 12C |
| Český rozhlas Pohoda           | Praha            | | DAB Pardubice 12C |
| Český rozhlas Rádio Praha      | Praha            | | DAB Pardubice 12C |
| Český rozhlas Rádio Junior     | Praha            | | DAB Pardubice 12C |
| Český rozhlas Radio Wave       | Praha            | | DAB Pardubice 12C |
| Český rozhlas Radiožurnál      | Praha            | FM Pardubice 89,7 MHz | DAB Pardubice 12C |
| Český rozhlas Střední Čechy    | Praha            | | DAB Pardubice 12C |
| Český rozhlas Vltava           | Praha            | FM Pardubice 102,7 MHz | DAB Pardubice 12C |
| Evropa 2 – Východní Čechy      | Praha            | FM Pardubice 99,5 MHz |                   |
| Fajn Radio                     | Praha            | FM Pardubice 94,5 MHz, Chvaletice 106,6 MHz |                   |
| Frekvence 1                    | Praha            | FM Pardubice 97,4 MHz |                   |
| Hey Radio                      | Praha            | FM Pardubice 88,0 MHz |                   |
| Hitrádio Černá Hora            | Hradec Králové   | FM Králíky 87,8 MHz, Pardubice 92,6 MHz |                   |
| Radio Beat                     | Praha            | FM Litomyšl 93,5 MHz, Pardubice 107,8 MHz, Svitavy 107,9 MHz                                                                                   |                   |
| Rádio Blaník                   | Praha            | FM Svitavy 92,9 MHz, Pardubice 93,9 MHz |                   |
| Radio Haná                     | Olomouc          | FM Svitavy 90,1 MHz, Moravská Třebová 105,1 MHz                                                                                                |                   |
| Radio Haná SkyRock             | Olomouc          | FM Moravská Třebová 88,7 MHz, Svitavy 99,7 MHz                                                                                                 |                   |
| Rádio Impuls                   | Praha            | FM Pardubice 106,0 MHz |                   |
| Radio Kiss                     | Praha            | FM Svitavy 90,8 MHz, Hradec Králové-Hoděšovice 91,1 MHz                                                                                        |                   |
| Rádio Krokodýl                 | Brno             | FM Svitavy 96,3 MHz |                   |
| Rádio Orlicko                  | Ústí nad Orlicí  | FM Ústí nad Orlicí 95,5 MHz |                   |
| Rádio Prostor                  | Praha            | FM Pardubice 99,1 MHz |                   |
| Rock Radio Česko               | České Budějovice | FM Pardubice 91,6 MHz |                   |

## Plzeňský kraj
| Stanice                        | Sídlo            | Analog. frekvence | DAB kanál                                                           |
| ------------------------------ | ---------------- | --- | ------------------------------------------------------------------- |
| Classic Praha                  | Praha            | | DAB Plzeň 6D                                                        |
| Country Radio                  | Praha            | FM Tachov 87,9 MHz, Domažlice 90,8 MHz, Rokycany 92,7 MHz, Plzeň 102,1 MHz, Klatovy 107,0 MHz                                          |                                                                     |
| Český Impuls                   | Praha            | | DAB Plzeň 6D                                                        |
| Český rozhlas České Budějovice | České Budějovice | | DAB Klatovy 12C, Plzeň 12C, Plzeň-Radeč 12C, Sušice 12C, Tachov 12C |
| Český rozhlas D-dur            | Praha            | | DAB Klatovy 12C, Plzeň 12C, Plzeň-Radeč 12C, Sušice 12C, Tachov 12C |
| Český rozhlas Dvojka           | Praha            | FM Sušice 89,7 MHz, Klatovy 90,3 MHz, Plzeň-Krašov 101,7 MHz                                                                           | DAB Klatovy 12C, Plzeň 12C, Plzeň-Radeč 12C, Sušice 12C, Tachov 12C |
| Český rozhlas Jazz             | Praha            | | DAB Klatovy 12C, Plzeň 12C, Plzeň-Radeč 12C, Sušice 12C, Tachov 12C |
| Český rozhlas Karlovy Vary     | Karlovy Vary     | | DAB Klatovy 5B, Plzeň 5B                                            |
| Český rozhlas Liberec          | Liberec          | | DAB Klatovy 12C, Plzeň 12C, Plzeň-Radeč 12C, Sušice 12C, Tachov 12C |
| Český rozhlas Pardubice        | Pardubice        | | DAB Klatovy 12C, Plzeň 12C, Plzeň-Radeč 12C, Sušice 12C, Tachov 12C |
| Český rozhlas Plus             | Praha            | FM Plzeň-Radeč 93,3 MHz, Klatovy 93,5 MHz, Sušice 97,9 MHz                                                                             | DAB Klatovy 12C, Plzeň 12C, Plzeň-Radeč 12C, Sušice 12C, Tachov 12C |
| Český rozhlas Plzeň            | Plzeň            | FM Plzeň 91,0 MHz, Železná Ruda 95,8 MHz, Klatovy 102,4 MHz, Domažlice 105,3 MHz, Tachov 106,3 MHz, Plzeň-Radeč 106,7 MHz              | DAB Klatovy 12C, Plzeň 12C, Plzeň-Radeč 12C, Sušice 12C, Tachov 12C |
| Český rozhlas Pohoda           | Praha            | | DAB Klatovy 12C, Plzeň 12C, Plzeň-Radeč 12C, Sušice 12C, Tachov 12C |
| Český rozhlas Rádio Praha      | Praha            | | DAB Klatovy 12C, Plzeň 12C, Plzeň-Radeč 12C, Sušice 12C, Tachov 12C |
| Český rozhlas Rádio Junior     | Praha            | | DAB Klatovy 12C, Plzeň 12C, Plzeň-Radeč 12C, Sušice 12C, Tachov 12C |
| Český rozhlas Radio Wave       | Praha            | | DAB Klatovy 12C, Plzeň 12C, Plzeň-Radeč 12C, Sušice 12C, Tachov 12C |
| Český rozhlas Radiožurnál      | Praha            | FM Plzeň-Krašov 89,1 MHz, Sušice 90,6 MHz, Domažlice 98,0 MHz, Plzeň-Radeč 99,2 MHz, Klatovy 99,8 MHz                                  | DAB Klatovy 12C, Plzeň 12C, Plzeň-Radeč 12C, Sušice 12C, Tachov 12C |
| Český rozhlas Střední Čechy    | Praha            | | DAB Klatovy 12C, Plzeň 12C, Plzeň-Radeč 12C, Sušice 12C, Tachov 12C |
| Český rozhlas Vltava           | Praha            | FM Klatovy 88,6 MHz, Plzeň-Krašov 95,6 MHz                                                                                             | DAB Klatovy 12C, Plzeň 12C, Plzeň-Radeč 12C, Sušice 12C, Tachov 12C |
| DAB Plus Top 40                | Plzeň            | | DAB Klatovy 5B, Plzeň 5B                                            |
| Evropa 2                       | Praha            | FM (Evropa 2 - Západ) Plzeň 92,2 MHz, Plzeň-Radeč 101,3 MHz                                                                            | DAB Plzeň 6D                                                        |
| Expres FM                      | Praha            | FM Plzeň 94,5 a 103,0 MHz, Klatovy 92,4 MHz, Domažlice 103,0 MHz, Železná Ruda 105,6 MHz, Tachov 105,6 MHz                             | DAB Plzeň 6D                                                        |
| Fajn Radio                     | Praha            | FM Plzeň 97,1 MHz, Klatovy 100,6 MHz                                                                                                   |                                                                     |
| Frekvence 1                    | Praha            | FM Plzeň 89,6 MHz, Sušice 93,8 MHz, Klatovy 103,8 MHz, Plzeň-Krašov 104,1 MHz                                                          | DAB Plzeň 6D                                                        |
| Hey Radio                      | Praha            | FM Plzeň-Černice 87,8 MHz |                                                                     |
| Hitrádio City 93,7 FM          | Praha            | | DAB Plzeň 6D                                                        |
| Hitrádio FM Plus               | Plzeň            | FM Rokycany 88,0 MHz, Sušice 88,1 MHz, Železná Ruda 97,2 MHz, Tachov 98,3 MHz, Klatovy 105,8 MHz, Plzeň 106,1 MHz, Domažlice 107,8 MHz |                                                                     |
| Pigy Rádio Pohádky             | Praha            | | DAB Plzeň 6D                                                        |
| Radio 1                        | Praha            | FM Plzeň 97,5 MHz | DAB Klatovy 5B, Plzeň 5B                                            |
| Radio Beat                     | Praha            | FM Tachov 96,2 MHz, Domažlice 99,0 MHz, Klatovy 103,3 MHz, Plzeň 107,3 MHz, Rokycany 107,6 MHz                                         | DAB Klatovy 5B, Plzeň 5B, 6D                                        |
| Rádio Blaník                   | Praha            | FM Plzeň 96,3 MHz, Tachov 100,0 MHz, Domažlice 101,0 MHz, Plzeň-Radeč 104,7 MHz, Klatovy 104,9 MHz                                     | DAB Plzeň 6D                                                        |
| Rádio Bonton                   | Praha            | | DAB Plzeň 6D                                                        |
| Radio Dechovka                 | Úvaly            | | DAB Plzeň 6D                                                        |
| Rádio Impuls                   | Praha            | FM Plzeň-Krašov 91,4 MHz, Klatovy 94,0 MHz                                                                                             | DAB Plzeň 6D                                                        |
| Radio Kiss                     | Praha            | FM Plzeň-Radeč 90,0 MHz, Klatovy 92,9 MHz, Domažlice 97,4 MHz, Plzeň 98,2 MHz                                                          |                                                                     |
| Radio Proglas                  | Brno             | | DAB Klatovy 5B, Plzeň 5B                                            |
| Radio Spin                     | Praha            | FM Plzeň 94,9 MHz |                                                                     |
| Rádio Prostor                  | Praha            | FM Plzeň 98,6 MHz | DAB Plzeň 6D                                                        |
| Rock Radio Západní Čechy       | České Budějovice | FM Domažlice 87,6 MHz, Plzeň 91,8 MHz, Kašperské Hory 91,8 MHz, Klatovy 95,2 MHz                                                       |                                                                     |
| RockZone 105,9                 | Praha            | | DAB Plzeň 6D                                                        |
| Signál rádio                   | Praha            | | DAB Klatovy 5B, Plzeň 5B                                            |

## Středočeský kraj
| Stanice                          | Sídlo            | Analog. frekvence | DAB kanál                                                                     |
| -------------------------------- | ---------------- | --- | ----------------------------------------------------------------------------- |
| Color Music Radio                | Praha            | | DAB Benešov 7C                                                                |
| Country Radio                    | Praha            | FM Kutná Hora 87,7 MHz, Příbram 92,2 MHz, Loket 92,7 MHz, Beroun 98,3 MHz, Benešov 101,8 MHz, Mladá Boleslav 106,2 MHz                                         | DAB Benešov 7C                                                                |
| Český Impuls                     | Praha            | AM Líbeznice 981 kHz |                                                                               |
| Český rozhlas České Budějovice   | České Budějovice | | DAB Beroun 12C, Čtyřkoly 12C, Kácov 12C, Měchnov 12C, Příbram 12C, Votice 12C |
| Český rozhlas D-dur              | Praha            | | DAB Beroun 12C, Čtyřkoly 12C, Kácov 12C, Měchnov 12C, Příbram 12C, Votice 12C |
| Český rozhlas Dvojka             | Praha            | FM Mělník 87,6 MHz, Beroun 88,4 MHz, Příbram 90,4 MHz, Kutná Hora 102,2 MHz, Votice 103,2 MHz                                                                  | DAB Beroun 12C, Čtyřkoly 12C, Kácov 12C, Měchnov 12C, Příbram 12C, Votice 12C |
| Český rozhlas Hradec Králové     | Hradec Králové   | | DAB Příbram 11A                                                               |
| Český rozhlas Jazz               | Praha            | | DAB Beroun 12C, Čtyřkoly 12C, Kácov 12C, Měchnov 12C, Příbram 12C, Votice 12C |
| Český rozhlas Karlovy Vary       | Karlovy Vary     | | DAB Beroun 5A, Příbram 5A                                                     |
| Český rozhlas Liberec            | Liberec          | | DAB Beroun 12C, Čtyřkoly 12C, Kácov 12C, Měchnov 12C, Příbram 12C, Votice 12C |
| Český rozhlas Pardubice          | Pardubice        | | DAB Beroun 12C, Čtyřkoly 12C, Kácov 12C, Měchnov 12C, Příbram 12C, Votice 12C |
| Český rozhlas Plus               | Praha            | FM Vlašim 91,0 MHz, Příbram 103,6 MHz, Benešov 104,0 MHz | DAB Beroun 12C, Čtyřkoly 12C, Kácov 12C, Měchnov 12C, Příbram 12C, Votice 12C |
| Český rozhlas Plzeň              | Plzeň            | | DAB Beroun 12C, Čtyřkoly 12C, Kácov 12C, Měchnov 12C, Příbram 12C, Votice 12C |
| Český rozhlas Pohoda             | Praha            | | DAB Beroun 12C, Čtyřkoly 12C, Kácov 12C, Měchnov 12C, Příbram 12C, Votice 12C |
| Český rozhlas Rádio Praha        | Praha            | FM Praha 107,1 MHz | DAB Beroun 12C, Čtyřkoly 12C, Kácov 12C, Měchnov 12C, Příbram 12C, Votice 12C |
| Český rozhlas Rádio Junior       | Praha            | | DAB Beroun 12C, Čtyřkoly 12C, Kácov 12C, Měchnov 12C, Příbram 12C, Votice 12C |
| Český rozhlas Radio Wave         | Praha            | | DAB Beroun 12C, Čtyřkoly 12C, Kácov 12C, Měchnov 12C, Příbram 12C, Votice 12C |
| Český rozhlas Radiožurnál        | Praha            | FM Votice 93,1 MHz, Příbram 102,2 MHz | DAB Beroun 12C, Čtyřkoly 12C, Kácov 12C, Měchnov 12C, Příbram 12C, Votice 12C |
| Český rozhlas Střední Čechy      | Praha            | FM Benešov 99,0 MHz, Příbram 100,0 MHz, Mladá Boleslav 100,3 MHz, Rakovník 100,4 MHz, Kladno 100,5 MHz, Kutná Hora 100,5 MHz, Praha-Cukrák 100,7 MHz           | DAB Beroun 12C, Čtyřkoly 12C, Kácov 12C, Měchnov 12C, Příbram 12C, Votice 12C |
| Český rozhlas Sever              | Ústí nad Labem   | | DAB Příbram 11A                                                               |
| Český rozhlas Vltava             | Praha            | FM Příbram 107,0 MHz | DAB Beroun 12C, Čtyřkoly 12C, Kácov 12C, Měchnov 12C, Příbram 12C, Votice 12C |
| DAB Plus Top 40                  | Plzeň            | | DAB Beroun 5A, Příbram 5A, 11A                                                |
| Evropa 2                         | Praha            | FM Votice 105,5 MHz |                                                                               |
| Expres FM                        | Praha            | | DAB Benešov 7C                                                                |
| Fajn Radio                       | Praha            | FM Mladá Boleslav 87,6 MHz, Beroun 90,6 MHz, Rakovník 91,8 MHz, Příbram 94,4 MHz                                                                               |                                                                               |
| Frekvence 1                      | Praha            | FM Beroun 102,7 MHz, Příbram 104,1 MHz, Benešov 106,2 MHz |                                                                               |
| Radio Haná SkyRock               | Olomouc          | | DAB Benešov 7C                                                                |
| Hey Radio                        | Praha            | FM Benešov 89,3 MHz | DAB Benešov 7C                                                                |
| Hitrádio Contact                 | Ústí nad Labem   | FM Mělník 91,7 MHz |                                                                               |
| Hitrádio Černá Hora              | Hradec Králové   | FM Mladá Boleslav 91,7 MHz |                                                                               |
| Hitrádio FM Plus                 | Plzeň            | FM Příbram 87,6 MHz, Beroun 100,2 MHz |                                                                               |
| Hlas Prahy                       | Praha            | | DAB Benešov 7C                                                                |
| Radio 1                          | Praha            | | DAB Beroun 5A, Příbram 5A                                                     |
| Radio Beat                       | Praha            | FM Mladá Boleslav 94,4 MHz, Benešov 96,9 MHz, Loket 101,6 MHz, Rakovník 105,7 MHz, Příbram 107,4 MHz, Kladno 107,5 MHz, Kutná Hora 107,5 MHz, Beroun 107,7 MHz | DAB Beroun 5A, Příbram 5A                                                     |
| Rádio Blaník                     | Praha            | FM Votice 95,0 MHz |                                                                               |
| Rádio Bonton                     | Praha            | FM Benešov 91,7 MHz, Mladá Boleslav 94,8 MHz |                                                                               |
| Radio Dechovka                   | Úvaly            | AM Líbeznice 1260 kHz |                                                                               |
| Rádio Impuls                     | Praha            | FM Psáře 90,1 MHz, Příbram 96,4 MHz, Benešov 99,6 MHz, Beroun 101,5 MHz, Ostředek 106,8 MHz, Střechov nad Sázavou 107,9 MHz                                    |                                                                               |
| Radio Kiss                       | Praha            | FM Kutná Hora 90,2 MHz, Mladá Boleslav 92,9 MHz, Votice 97,7 MHz, Beroun 106,3 MHz                                                                             | DAB Benešov 7C                                                                |
| Radio Proglas                    | Brno             | FM Příbram 96,0 MHz | DAB Beroun 5A, Příbram 5A, 11A                                                |
| Radio Relax                      | Kladno           | FM Kladno 92,3 MHz, Rakovník 97,4 MHz, Beroun 97,5 MHz, Kralupy nad Vltavou 103,4 MHz                                                                          |                                                                               |
| Radio Spin                       | Praha            | | DAB Benešov 7C                                                                |
| Rock Radio Česko                 | České Budějovice | FM Kolín 91,4 MHz, Kutná Hora 92,5 MHz, Mladá Boleslav 103,5 MHz                                                                                               |                                                                               |
| Rock Radio Jižní a střední Čechy | České Budějovice | FM Benešov 95,8 MHz, Příbram 99,5 MHz |                                                                               |
| Signál rádio                     | Praha            | FM Mnichovo Hradiště 89,2 MHz, Mělník 99,9 MHz, Mladá Boleslav 105,7 MHz                                                                                       | DAB Beroun 5A, Příbram 5A                                                     |
| Zoner Underground Network        | Plzeň            | | DAB Příbram 11A                                                               |

## Ústecký kraj
| Stanice                        | Sídlo            | Analog. frekvence | DAB kanál              |
| ------------------------------ | ---------------- | --- | ---------------------- |
| Country Radio                  | Praha            | FM Děčín 87,6 MHz, Teplice 87,6 MHz, Lovosice 97,0 MHz, Chomutov 100,1 MHz, Most 102,6 MHz, Ústí nad Labem 106,8 MHz                                                                                         |                        |
| Český rozhlas České Budějovice | České Budějovice | | DAB Ústí nad Labem 12C |
| Český rozhlas D-dur            | Praha            | | DAB Ústí nad Labem 12C |
| Český rozhlas Dvojka           | Praha            | FM Chomutov 94,2 MHz, Ústí nad Labem 98,6 MHz, Litoměřice 100,0 MHz, Děčín 105,4 MHz | DAB Ústí nad Labem 12C |
| Český rozhlas Hradec Králové   | Hradec Králové   | | DAB Ústí nad Labem 6D  |
| Český rozhlas Jazz             | Praha            | | DAB Ústí nad Labem 12C |
| Český rozhlas Liberec          | Liberec          | | DAB Ústí nad Labem 12C |
| Český rozhlas Pardubice        | Pardubice        | | DAB Ústí nad Labem 12C |
| Český rozhlas Plus             | Praha            | FM Litoměřice 92,8 MHz, Ústí nad Labem 93,9 MHz, Děčín 100,8 MHz, Teplice 103,6 MHz | DAB Ústí nad Labem 12C |
| Český rozhlas Plzeň            | Plzeň            | | DAB Ústí nad Labem 12C |
| Český rozhlas Pohoda           | Praha            | | DAB Ústí nad Labem 12C |
| Český rozhlas Rádio Praha      | Praha            | | DAB Ústí nad Labem 12C |
| Český rozhlas Rádio Junior     | Praha            | | DAB Ústí nad Labem 12C |
| Český rozhlas Radio Wave       | Praha            | | DAB Ústí nad Labem 12C |
| Český rozhlas Radiožurnál      | Praha            | FM Ústí nad Labem 90,9 MHz, Chomutov 98,9 MHz | DAB Ústí nad Labem 12C |
| Český rozhlas Střední Čechy    | Praha            | | DAB Ústí nad Labem 12C |
| Český rozhlas Sever            | Ústí nad Labem   | FM Ústí nad Labem 88,8 MHz, Varnsdorf 98,5 MHz, Chomutov 103,1 MHz | DAB Ústí nad Labem 6D  |
| Český rozhlas Vltava           | Praha            | FM Varnsdorf 88,4 MHz, Chomutov 96,3 MHz, Ústí nad Labem 104,5 MHz | DAB Ústí nad Labem 12C |
| DAB Plus Top 40                | Plzeň            | | DAB Ústí nad Labem 6D  |
| Evropa 2 – Severní Čechy       | Praha            | FM Teplice 88,0 MHz, Děčín 92,7 MHz, Ústí nad Labem 107,2 MHz |                        |
| Fajn Radio                     | Praha            | FM Chomutov 98,1 MHz |                        |
| Fajn North Music               | Praha            | FM Děčín 89,3 MHz, Teplice 89,3 MHz, Most 92,0 MHz, Ústí nad Labem 95,2 MHz, Litoměřice 98,3 MHz |                        |
| Frekvence 1                    | Praha            | FM Ústí nad Labem 93,5 MHz |                        |
| Hey Radio                      | Praha            | FM Rumburk 102,6 MHz, Děčín 96,7MHz |                        |
| Hitrádio Contact               | Ústí nad Labem   | FM Varnsdorf 90,4 MHz, Děčín 97,6 MHz |                        |
| Hitrádio North Music           | Ústí nad Labem   | FM Terezín 90,5 MHz, Chomutov 90,6 MHz, Most-Hněvín 95,8 MHz, Teplice 96,5 MHz, Louny 96,8 MHz, Litoměřice 99,5 MHz, Most-SHD 99,6 MHz, Ústí nad Labem-Stříbrníky 102,8 MHz, Ústí nad Labem-Svádov 106,2 MHz |                        |
| Radio Beat                     | Praha            | FM Chomutov 88,5 MHz, Most 93,0 MHz, Děčín 99,3 MHz, Ústí nad Labem 104,9 MHz, Teplice 105,3 MHz, Lovosice 107,7 MHz                                                                                         |                        |
| Rádio Blaník                   | Praha            | FM Děčín-Děčínský Sněžník 91,6 MHz, Ústí nad Labem 94,5 MHz, Děčín-město 94,8 MHz, Teplice 100,6 MHz, Varnsdorf 105,0 MHz, Chomutov 106,5 MHz                                                                |                        |
| Rádio Bonton                   | Praha            | FM Ústí nad Labem 96,9 MHz |                        |
| Rádio Impuls                   | Praha            | FM Ústí nad Labem 102,0 MHz, Děčín 102,7 MHz |                        |
| Radio Kiss                     | Praha            | FM Rumburk 92,4 MHz, Děčín 97,1 MHz, Chomutov 97,1 MHz, Teplice 97,4 MHz, Lovosice 97,5 MHz, Ústí nad Labem 99,8 MHz, Most 105,1 MHz, Louny 107,0 MHz                                                        |                        |
| Radio Proglas                  | Brno             | | DAB Ústí nad Labem 6D  |
| Radio Relax                    | Kladno           | FM Louny 94,8 MHz |                        |
| Rádio Prostor                  | Praha            | FM Ústí nad Labem 105,8 MHz |                        |
| Rock Radio Severní Čechy       | České Budějovice | FM Chomutov 89,7 MHz, Ústí nad Labem-Svádov 90,2 MHz, Děčín 92,0 MHz, Teplice 92,4 MHz, Ústí nad Labem-Stříbrníky 99,3 MHz, Žatec 101,0 MHz, Roudnice nad Labem 106,1 MHz, Most 107,9 MHz                    |                        |
| Zoner Underground Network      | Plzeň            | | DAB Ústí nad Labem 6D  |

## Kraj Vysočina
| Stanice                    | Sídlo            | Analog. frekvence | DAB kanál                                                                                |
| Classic Praha              | Praha            | | DAB Velké Meziříčí 7B                                                                    |
| -------------------------- | ---------------- | --- | ---------------------------------------------------------------------------------------- |
| Country Radio              | Praha            | FM Jihlava 90,3 MHz, Pelhřimov 92,2 MHz                                                                                                  |                                                                                          |
| Country Morava             | Praha            | FM Velké Meziříčí 91,6 MHz, Třebíč 91,8 MHz, Žďár nad Sázavou 91,9 MHz                                                                   |                                                                                          |
| Country Východ             | Praha            | FM Chotěboř 103,6 MHz |                                                                                          |
| Český Impuls               |                  | |                                                                                          |
| Český rozhlas Brno         | Brno             | | DAB Jihlava-Javořice 12D, Jihlava-Strážník 12D, Křoví 12D, Tasov 12D, Velké Meziříčí 12D |
| Český rozhlas D-dur        | Praha            | | DAB Jihlava-Javořice 12D, Jihlava-Strážník 12D, Křoví 12D, Tasov 12D, Velké Meziříčí 12D |
| Český rozhlas Dvojka       | Praha            | FM Třebíč 102,3 MHz, Jihlava 107,1 MHz                                                                                                   | DAB Jihlava-Javořice 12D, Jihlava-Strážník 12D, Křoví 12D, Tasov 12D, Velké Meziříčí 12D |
| Český rozhlas Jazz         | Praha            | | DAB Jihlava-Javořice 12D, Jihlava-Strážník 12D, Křoví 12D, Tasov 12D, Velké Meziříčí 12D |
| Český rozhlas Olomouc      | Olomouc          | | DAB Jihlava-Javořice 12D, Jihlava-Strážník 12D, Křoví 12D, Tasov 12D, Velké Meziříčí 12D |
| Český rozhlas Ostrava      | Ostrava          | | DAB Jihlava-Javořice 12D, Jihlava-Strážník 12D, Křoví 12D, Tasov 12D, Velké Meziříčí 12D |
| Český rozhlas Plus         | Praha            | FM Jihlava 95,4 MHz | DAB Jihlava-Javořice 12D, Jihlava-Strážník 12D, Křoví 12D, Tasov 12D, Velké Meziříčí 12D |
| Český rozhlas Pohoda       | Praha            | | DAB Jihlava-Javořice 12D, Jihlava-Strážník 12D, Křoví 12D, Tasov 12D, Velké Meziříčí 12D |
| Český rozhlas Rádio Praha  | Praha            | | DAB Jihlava-Javořice 12D, Jihlava-Strážník 12D, Křoví 12D, Tasov 12D, Velké Meziříčí 12D |
| Český rozhlas Rádio Junior | Praha            | | DAB Jihlava-Javořice 12D, Jihlava-Strážník 12D, Křoví 12D, Tasov 12D, Velké Meziříčí 12D |
| Český rozhlas Radio Wave   | Praha            | | DAB Jihlava-Javořice 12D, Jihlava-Strážník 12D, Křoví 12D, Tasov 12D, Velké Meziříčí 12D |
| Český rozhlas Radiožurnál  | Praha            | FM Jihlava 90,7 MHz | DAB Jihlava-Javořice 12D, Jihlava-Strážník 12D, Křoví 12D, Tasov 12D, Velké Meziříčí 12D |
| Český rozhlas Vltava       | Praha            | FM Jihlava 88,4 MHz | DAB Jihlava-Javořice 12D, Jihlava-Strážník 12D, Křoví 12D, Tasov 12D, Velké Meziříčí 12D |
| Český rozhlas Vysočina     | Jihlava          | FM Jihlava 87,9 MHz, Třebíč 90,1 MHz, Bystřice nad Pernštejnem 96,5 MHz                                                                  | DAB Jihlava-Javořice 12D, Jihlava-Strážník 12D, Křoví 12D, Tasov 12D, Velké Meziříčí 12D |
| Český rozhlas Zlín         | Zlín             | | DAB Jihlava-Javořice 12D, Jihlava-Strážník 12D, Křoví 12D, Tasov 12D, Velké Meziříčí 12D |
| DAB Plus Top 40            | Plzeň            | | DAB Jihlava 8A                                                                           |
| Dance Radio                | Praha            | |                                                                                          |
| Evropa 2                   | Praha            | FM Velké Meziříčí 92,9 MHz, Velká Bíteš 99,7 MHz, Žďár nad Sázavou 101,5 MHz, Jihlava 105,1 MHz, Třebíč 106,7 MHz                        |                                                                                          |
| Expres FM                  | Praha            | FM Jihlava 106,7 MHz |                                                                                          |
| Fajn Radio                 | Praha            | FM Jihlava 99,0 MHz, Havlíčkův Brod 99,7 MHz                                                                                             |                                                                                          |
| Frekvence 1                | Praha            | FM Jihlava 93,4 MHz |                                                                                          |
| Hey Radio                  | Praha            | FM Třebíč 97,6 MHz, Velké Meziříčí 97,8 MHz, Jihlava 98,5 MHz                                                                            |                                                                                          |
| Hitrádio City 93,7         | Praha            | |                                                                                          |
| Hitrádio Faktor            | České Budějovice | FM Pelhřimov 98,3 MHz |                                                                                          |
| Hitrádio Vysočina          | Jihlava          | FM Velké Meziříčí 91,2 MHz, Jihlava 94,3 MHz, Třebíč 95,8 MHz                                                                            |                                                                                          |
| Pigy Rádio                 | Praha            | |                                                                                          |
| Radio Beat                 | Praha            | FM Havlíčkův Brod 91,4 MHz, Jihlava 92,5 MHz, Žďár nad Sázavou 98,7 MHz, Velké Meziříčí 99,1 MHz, Třebíč 99,5 MHz, Pelhřimov 99,6 MHz    | DAB Velké Meziříčí 7B                                                                    |
| Rádio Blaník               | Praha/Ostrava    | FM Jihlava 98,0 MHz, Žďár nad Sázavou 98,0 MHz, Moravské Budějovice 98,3 MHz, Třebíč 98,6 + 104,8 MHz, Velké Meziříčí 105,7 MHz          |                                                                                          |
| Rádio Bonton               | Praha            | |                                                                                          |
| Radio Čas Brněnsko         | Brno             | FM Velké Meziříčí 92,2 MHz |                                                                                          |
| Radio Dechovka             | Praha            | |                                                                                          |
| Rádio Impuls               | Praha            | FM Jihlava 100,3 MHz |                                                                                          |
| Rádio Jihlava              | Jihlava          | FM Jihlava 101,1 MHz |                                                                                          |
| Radio Kiss                 | Praha            | FM Velké Meziříčí 88,7 MHz, Třebíč 92,4 MHz, Žďár nad Sázavou 94,8 MHz, Pelhřimov 101,2 MHz, Havlíčkův Brod 101,3 MHz, Jihlava 107,7 MHz | DAB Velké Meziříčí 7B                                                                    |
| Rádio Krokodýl             | Brno             | FM Velké Meziříčí 89,1 MHz, Žďár nad Sázavou 96,0 MHz, Třebíč 101,7 MHz, Jihlava 102,3 MHz, Moravské Budějovice 107,9 MHz                |                                                                                          |
| Radio Proglas              | Brno             | FM Třebíč 96,4 MHz, Velké Meziříčí 100,6 MHz, Žďár nad Sázavou 104,0 MHz                                                                 | DAB Jihlava 8A                                                                           |
| Radio Spin                 | Praha            | FM Chotěboř 89,0 MHz, Jihlava 96,2 MHz                                                                                                   | DAB Jihlava 7B, DAB Křoví 7B, DAB Velké Meziříčí 7B                                      |
| Rádio Prostor              | Praha            | FM Jihlava 96,7 MHz |                                                                                          |
| Rock Radio Česko           | České Budějovice | FM Jihlava 88,9 MHz, Třebíč 103,7 MHz |                                                                                          |
| RockZone 105,9             | Praha            | |                                                                                          |
| Zoner Underground Network  | Plzeň            | | DAB Jihlava 8A                                                                           |

## Zlínský kraj
| Stanice                      | Sídlo            | Analog. frekvence | DAB kanál    |
| ---------------------------- | ---------------- | --- | ------------ |
| Country Radio                | Praha            | FM Zlín 92,7 MHz, Uherský Brod 95,6 MHz, Uherské Hradiště 98,3 MHz, Vsetín 105,7 MHz                                                                                             |              |
| Český rozhlas Brno           | Brno             | | DAB Zlín 12D |
| Český rozhlas D-dur          | Praha            | | DAB Zlín 12D |
| Český rozhlas Dvojka         | Praha            | FM Valašské Meziříčí 96,8 MHz, Vsetín 102,9 MHz, Zlín 107,7 MHz | DAB Zlín 12D |
| Český rozhlas Hradec Králové | Hradec Králové   | | DAB Zlín 11C |
| Český rozhlas Jazz           | Praha            | | DAB Zlín 12D |
| Český rozhlas Olomouc        | Olomouc          | FM Hulín 101,6 MHz | DAB Zlín 12D |
| Český rozhlas Ostrava        | Ostrava          | FM Valašské Meziříčí 99,0 MHz | DAB Zlín 12D |
| Český rozhlas Plus           | Praha            | FM Vsetín 93,1 MHz, Zlín 101,8 MHz | DAB Zlín 12D |
| Český rozhlas Pohoda         | Praha            | | DAB Zlín 12D |
| Český rozhlas Rádio Praha    | Praha            | | DAB Zlín 12D |
| Český rozhlas Rádio Junior   | Praha            | | DAB Zlín 12D |
| Český rozhlas Radio Wave     | Praha            | | DAB Zlín 12D |
| Český rozhlas Radiožurnál    | Praha            | FM Vsetín 92,1 MHz, Valašské Meziříčí 92,5 MHz, Uherský Brod 93,0 MHz, Zlín 99,5 MHz                                                                                             | DAB Zlín 12D |
| Český rozhlas Sever          | Ústí nad Labem   | | DAB Zlín 11C |
| Český rozhlas Vltava         | Praha            | FM Valašské Meziříčí 89,9 MHz, Zlín 94,8 MHz, Vsetín 98,3 MHz | DAB Zlín 12D |
| Český rozhlas Vysočina       | Jihlava          | | DAB Zlín 12D |
| Český rozhlas Zlín           | Zlín             | FM Vsetín 89,5 MHz, Zlín 97,5 MHz, Uherské Hradiště 99,1 MHz, Uherský Brod 107,3 MHz                                                                                             | DAB Zlín 12D |
| DAB Plus Top 40              | Plzeň            | | DAB Zlín 11C |
| Evropa 2                     | Praha            | FM Uherský Brod 88,5 MHz, Zlín 95,5 MHz, Uherské Hradiště 95,8 MHz, Vsetín 96,6 MHz                                                                                              |              |
| Fajn Radio                   | Praha            | FM Zlín 102,9 MHz, Vsetín 104,7 MHz, Valašské Meziříčí 105,2 MHz |              |
| Frekvence 1                  | Praha            | FM Valašské Meziříčí 94,1 MHz, Zlín 105,0 MHz |              |
| Hey Radio                    | Praha            | FM Zlín 105,8 MHz |              |
| Hitrádio Orion               | Ostrava          | FM Zlín 88,6 MHz, Bystřice pod Hostýnem 89,3 MHz, Valašské Meziříčí-Strážka 99,8 MHz, Vsetín 101,7 MHz, Valašské Meziříčí-Radhošť 103,9 MHz                                      |              |
| Hitrádio Zlín                | Zlín             | FM Zlín 91,7 MHz, Uherský Brod 96,2 MHz, Uherské Hradiště 101,0 MHz, Vsetín 102,5 MHz                                                                                            |              |
| Radio Beat                   | Praha            | FM Vsetín 93,5 MHz, Uherský Brod 94,2 MHz, Zlín 98,8 MHz, Uherské Hradiště 100,0 MHz                                                                                             |              |
| Rádio Blaník                 | Praha/Ostrava    | FM Kroměříž 93,1 MHz, Zlín 94,3 MHz + 105,4 MHz, Valašské Meziříčí 95,3 MHz, Uherský Brod 96,7 MHz, Uherské Hradiště 101,4 MHz, Rožnov pod Radhoštěm 107,1 MHz, Vsetín 107,1 MHz |              |
| Radio Čas Rock               | Ostrava          | FM Valašské Meziříčí 87,9 MHz, Vsetín 106,7 MHz |              |
| Radio Čas Valašsko           | Ostrava          | FM Vsetín 96,1 MHz, Valašské Meziříčí 96,3 MHz |              |
| Radio Čas Zlínsko            | Zlín             | FM Valašské Klobouky 91,1 MHz, Uherský Brod 92,1 MHz, Luhačovice 93,8 MHz, Kroměříž 96,4 MHz, Uherské Hradiště 102,7 MHz, Veselí nad Moravou 103,6 MHz, Zlín 103,7 MHz           |              |
| Radio Haná                   | Olomouc          | FM Kroměříž 88,4 MHz, Valašské Meziříčí 103,3 MHz |              |
| Radio Haná SkyRock           | Olomouc          | FM Kroměříž 99,9 MHz, Zlín 101,2 MHz, Valašské Meziříčí 107,5 MHz |              |
| Rádio Impuls                 | Praha            | FM Valašské Meziříčí 100,5 MHz, Zlín 102,3 MHz |              |
| Rádio Jih                    | Hodonín          | FM Uherské Hradiště 96,9 MHz, Zlín 98,0 MHz |              |
| Radio Kiss                   | Praha            | FM Valašské Meziříčí 88,5 MHz, Vsetín 88,5 MHz, Zlín 90,3 MHz, Uherské Hradiště 96,5 MHz, Uherský Brod 98,9 MHz                                                                  |              |
| Radio Kroměříž               | Kroměříž         | FM Uherské Hradiště 88,2 MHz, Kroměříž 103,3 MHz, Zlín 107,0 MHz |              |
| Radio Proglas                | Brno             | FM Bystřice pod Hostýnem 90,6 MHz, Valašské Klobouky 104,2 MHz, Uherský Brod 105,7 MHz                                                                                           | DAB Zlín 11C |
| Rádio Prostor                | Praha            | FM Zlín 93,9 MHz |              |
| Rock Radio                   | České Budějovice | FM Zlín 89,6 MHz, Uherské Hradiště 91,2 MHz, Valašské Meziříčí 92,9 MHz, Vsetín 95,6 MHz, Luhačovice 98,1 MHz, Uherský Brod 104,1 MHz                                            |              |
| Zoner Underground Network    | Plzeň            | | DAB Zlín 11C |